# Keri Russell
Keri Russell, född 23 mars 1976 i Fountain Valley, Kalifornien, är en amerikansk skådespelare. Russell är känd för att ha spelat Felicity Porter i tv-serien Felicity. Hon tilldelades 1999 en Golden Globe för rollen. Russell har även medverkat i filmer som Mission: Impossible III, Waitress, August Rush, Bedtime Stories, Extraordinary Measures, Austenland, Apornas planet: Uppgörelsen och i tv-serien The Americans.
Keri Russell var gift med Shane Deary 2007–2013; de har två barn tillsammans. Russell är sedan 2013 i en relation med Matthew Rhys och paret har ett barn tillsammans, fött 2016.

## Filmografi i urval
- 1992 – Älskling, jag förstorade barnet
- 1998–2002 – Felicity (Felicity Porter)
- 2000 – Mad About Mambo (Lucy Mcloughlin)
- 2002 – We Were Soldiers (Barbara Geoghegan)
- 2005 – The Upside of Anger (Emily Wolfmeyer)
- 2006 – Mission: Impossible III (Lindsey Farris)
- 2007 – Waitress (Jenna Hunterson)
- 2007 – August Rush (Lyla Novacek)
- 2008 – Bedtime Stories (Jill Hastings)
- 2009 – Wonder Woman (Wonder Woman/Diana Prince) (röstroll)
- 2010 – Extraordinary Measures (Aileen Crowley)
- 2013 – Dark Skies (Lacy Barrett)
- 2013 – Austenland
- 2013–2018 – The Americans (TV-serie)  (TV-serie)
- 2014 – Apornas planet: Uppgörelsen
- 2016 – The Free State of Jones
- 2020 – Antlers
- 2023 – Extrapolations (TV-serie)
- 2023 – Cocaine Bear
- 2023 – The Diplomat (TV-serie)